# Ипатий (Голубев)
Архиепископ Ипатий (в миру Валерий Юрьевич Голубев; 17 июля 1966, Куйбышев) — архиерей Русской православной церкви, архиепископ Анадырский и Чукотский.

## Биография
Родился 17 июля 1966 году в Куйбышеве (ныне Самара). Крещён в 1969 году в Петропавловском соборе Куйбышева.
В 1982 году окончил среднюю школу № 96 Куйбышева.
В 1984—1986 годах служил в рядах Советской армии.
В 1991 году окончил Куйбышевский электро-технический институт связи по специальности «автоматическая электросвязь», факультет АЭС.
С июля 1994 года — насельник Свято-Троицкой Сергиевой лавры.
5 апреля 1996 года наместником Троице-Сергиевой лавры архимандритом Феогностом (Гузиковым) пострижен в монашество с именем Ипатий в честь преподобного Ипатия, целебника Печерского.
В феврале 1997 года переведён в клир Новосибирской епархии.
24 марта 1997 года рукоположён в сан иеродиакона. 7 апреля 1997 года епископом Новосибирским и Бердским Сергием (Соколовым) рукоположён в сан иеромонаха.
В 1996—2002 годах заочно обучался в Московской духовной семинарии, в 2006—2012 годах заочно обучался в Московской духовной академии.
В 1999—2018 годы нёс послушание помощника настоятеля архиерейского подворья иконы Божией Матери «Скоропослушница». 5 апреля 2018 года почислен за штат Новосибирской митрополии.
6 апреля 2018 года зачислен в штат Анадырской епархии.

### Архиерейство
14 июля 2018 года решением Священного Синода (журнал № 50) избран Преосвященным Анадырским и Чукотским.
19 июля 2018 года в храме Всех святых, в земле Русской просиявших, Патриаршей и Синодальной резиденции в Даниловом монастыре в Москве управляющим делами Московской Патриархии митрополитом Санкт-Петербургским и Ладожским Варсонофием (Судаковым) возведён в сан архимандрита.
20 августа 2018 года в Троицком соборе Соловецкого монастыря состоялось наречение архимандрита Ипатия во епископа Анадырского и Чукотского.
21 августа 2018 года в Троицком соборе Соловецкого монастыря состоялась хиротония архимандрита Ипатия во епископа Анадырского и Чукотского, которую совершили: патриарх Кирилл, митрополит Санкт-Петербургский и Ладожский Варсонофий (Судаков), митрополит Архангельский и Холмогорский Даниил (Доровских), архиепископ Сергиево-Посадский Феогност (Гузиков), архиепископ Солнечногорский Сергий (Чашин), архиепископ Петропавловский и Камчатский Артемий (Снигур), архиепископ Егорьевский Матфей (Копылов), епископ Нарьян-Марский и Мезенский Иаков (Тисленко), епископ Котласский и Вельский Василий (Данилов), епископ Домодедовский Иоанн (Руденко), епископ Плесецкий и Каргопольский Александр (Зайцев).
29 августа 2018 года указом патриарха Кирилла назначен настоятелем храма Знамения иконы Божией Матери в Кунцеве Москвы.
17 марта 2019 года в кафедральном соборном Храме Христа Спасителя на основании определения Священного Синода от 14 июля 2018 года, как епархиальный архиерей города и области, не входящих в митрополию, возведён патриархом Кириллом в сан архиепископа.

## Награды
- Орден преподобного Серафима Саровского III степени (2021)[7]